# Highway zur Hölle
Highway zur Hölle (Originaltitel: Highway to Hell) ist ein US-amerikanischer Horrorfilm aus dem Jahr 1991.

## Handlung
Charlie Sykes und Rachel Clark sind ein junges verliebtes Pärchen, das sich entscheidet, von zuhause wegzulaufen, um nach Las Vegas durchzubrennen. Sie ignorieren unterwegs die Warnung des Tankstellenbesitzers Sam und nehmen eine alte verlassene Straße. Rachel wird anschließend von Sgt. Bedlam, einem Höllenpolizisten, entführt und in die Hölle gebracht. Charlie kehrt zu Sam zurück, der ihm Tipps, eine Schrotflinte mit spezieller Munition und einen Wagen gibt, mit dem er auf den Highway in die Hölle fahren kann. Unterwegs trifft er mehrere Tote und auch Beezle, einen Mechaniker, der ihm hilft, Rachel zu retten und wieder auf die Oberfläche zu bekommen, allerdings nicht, ohne vom Teufel verführt zu werden, indem er vor der Wahl steht, sich und seinen Lehrling wieder zu beleben und dafür Charlie und Rachel zu verraten.

## Veröffentlichung
Der Film hatte seine Weltpremiere am 21. November 1991 in Australien. In den Vereinigten Staaten lief er am 13. März 1992 an und spielte dort etwas mehr als 26.000 US-Dollar ein. In Deutschland startete er am 4. Juli 1991 und ist seit dem 21. Januar 1992 als VHS erhältlich.

## Kritik
„Die Orpheus-Sage als Vorlage für einen schrillen Horrortrip im Stile von Comic-Strips. Zwischen vielen Versatzstückchen können immerhin einige Gags und Bildeinfälle untergebracht werden.“

„Unausgegorener Horrortrip.“